# Liste der Werke von Carlo Francesco Pollarolo
Diese Liste basiert umfasst die musikalischen Werke von Carlo Francesco Pollarolo. Sie basiert auf den Angaben bei Grove Music Online und Corago.

## Opern
- La Venere travestita, dramma per musica; Libretto: Giovan Battista Bottalino; 10. August 1678, Brescia, Teatro dell’Accademia degli Erranti; 1691 in Murano und Rovigo, 1692 in Murano, 1695 als La Falsirena in Ferrara, 1696 in Brescia[2]
- Il Roderico, dramma per musica; Libretto: Giovan Battista Bottalino; 1684, Pavia, Teatro; im selben Jahr auch in Mailand, 1685 in Reggio Emilia, 1686 in Bologna und Mantua, 1687 in Genua, Verona, Neapel und Treviso, 1691 in Vicenza, 1692 in Bergamo[3]
- I delirii per amore, dramma per musica; Libretto: Francesco Miliati; 20. Januar 1685, Brescia[4]
- Il demone amante, overo Giugurta, dramma per musica; Libretto: Matteo Noris; um den 29. Dezember 1685, Venedig, Teatro Sant’Angelo[5]
- Enea in Italia; Libretto: Giacomo Francesco Bussani; 1686, Mailand, Teatro Regio Nuovo[6]
- Il Licurgo, ovvero Il cieco d’acuta vista, dramma per musica; Libretto: Matteo Noris; 5. Februar 1686, Venedig, Teatro Sant’Angelo[7]
- La costanza gelosa negl’amori di Cefalo e Procri, dramma per musica; 1688, Verona, Teatro[8]
- Alarico, re de Goti, dramma per musica; 1689, Verona, Teatro[9]
- Antonino e Pompeiano, dramma per musica; Libretto: Giacomo Francesco Bussani; 2. Februar 1689, Brescia, Teatro; 1690 in Bologna, 1700 in Bayreuth, um 1709 in Braunschweig[10]
- La pace fra Tolomeo e Seleuco, dramma per musica; Libretto: Adriano Morselli nach Pierre Corneilles Rodogune; 23. Januar 1691, Venedig, Teatro San Giovanni Grisostomo; 1693 in Rom, 1696 in Ferrara[11]
- Alboino in Italia, dramma per musica (mit Musik von Giuseppe Felice Tosi); Libretto: Giulio Cesare Corradi; 27. Januar 1691, Venedig, Teatro SS. Giovanni e Paolo[12]
- Il moto de le stelle osservato da Cupido, serenata; Messe del Santo 1691, Padua[13]
- L’Ibraim sultano, dramma in musica; Libretto: Adriano Morselli nach Jean Racines Bajazet; 26. Dezember 1691, Venedig, Teatro San Giovanni Grisostomo[14]
- Onorio in Roma, dramma da rappresentarsi in musica; Libretto: Giovanni Matteo Giannini nach Thomas Corneilles Stilicon; 3. Februar 1692, Venedig, Teatro San Giovanni Grisostomo[15]
- Marc’Antonio, dramma per musica; Libretto: Matteo Noris; 19. September 1692, Genua, Teatro del Falcone; 1697 in Palermo[16]
- Iole regina di Neapel, dramma per musica; Libretto: Giulio Cesare Corradi nach Bartolomeo de Rogatis’ Storia di Spagna; 18. November 1692, Venedig, Teatro SS. Giovanni e Paolo[17]
- La forza della virtù, dramma per musica; Libretto: Domenico David; 29. Dezember 1692, Venedig, Teatro San Giovanni Grisostomo; 1694 in Livorno und Bologna, 1699 als Creonte tiranno di Tebe in Neapel, 1700 in Ferrara, 1702 in Florenz, 1703 in Verona[18]
- Gli avvenimenti d’Erminia e di Clorinda, dramma per musica; Libretto: Giulio Cesare Corradi  nach Torquato Tassos Gerusalemme liberata; 7. Januar 1693, Venedig, Teatro SS. Giovanni e Paolo[19]
- Amage regina de’ Sarmati, dramma per musica; Libretto: Giulio Cesare Corradi; 10. November 1693, Venedig, Teatro Sant’Angelo; 1695 in Spoleto, 1696 in Brescia, 1698 in Pesaro, 1699 in Bayreuth[20]
- Ottone, tragedia per musica; Libretto: Girolamo Frigimelica; 14. Januar 1694, Venedig, Teatro San Giovanni Grisostomo; 1696 in Udie, 1697 in Braunschweig, 1701 in Ferrara, 1716 in Venedig[21]
- Alfonso primo, dramma per musica; Libretto: Matteo Noris; 24. Januar 1694, Venedig, Teatro San Salvatore[22]
- La schiavitù fortunata, dramma per musica; Libretto: Fulgenzio Mattia Gualazzi; 15. November 1694, Venedig, Teatro Sant’Angelo[23]
- La santa Genuinda, dramma sacro per musica (nur dritter Akt; erster Akt von Giovanni Lorenzo Lulier, zweiter Akt von Alessandro Scarlatti); Libretto: Pietro Ottoboni (?) nach Molanos Santi di Fiandra; Dezember 1694, Rom, Palazzo Doria Pamphili[24]
- Irene, tragedia per musica; Libretto: Girolamo Frigimelica; 26. Dezember 1694, Venedig, Teatro San Giovanni Grisostomo; 1704 bearbeitet von Pollarolo und Domenico Scarlatti in Neapel[25]
- Il pastore d’Anfriso, tragedia pastorale per musica; Libretto: Girolamo Frigimelica nach Vergils Georgica; 22. Januar 1695, Venedig, Teatro San Giovanni Grisostomo; 1697 in Braunschweig, um 1700 in Wolfenbüttel, 1704 in Venedig[26]
- Gl’inganni felici, dramma per musica; Libretto: Apostolo Zeno nach Herodot; 26. November 1695, Venedig, Teatro Sant’Angelo; 1697 in Florenz und Verona, 1698 in Pesaro, 1706 in Padua, 1709 in Vicenza[27]
- Rosimonda, tragedia per musica; Libretto: Girolamo Frigimelica; 9. Januar 1696, Venedig, Teatro San Giovanni Grisostomo[28]
- Ercole in cielo, tragedia per musica; Libretto: Girolamo Frigimelica; 11. Februar 1696, Venedig, Teatro San Giovanni Grisostomo[29]
- Almansorre in Alimena, dramma per musica; Libretto: Giovanni Matteo Giannini; 1. Mai 1696, Reggio nell’Emilia, Teatro del Palazzo Comunale; 1703 in Venedig, 1704 in Vicenza, 1710 in Verona[30]
- Tito Manlio, dramma per musica; Libretto: Matteo Noris; 20. September 1696, Pratolino (Florenz), Villa; 1697 in Venedig, 1698 in Livorno und Ferrara, 1699 in Verona und Genua, 1703 in Turin[31]
- Amor e dover, dramma per musica; Libretto: Domenico David; 26. Dezember 1696, Venedig, Teatro San Giovanni Grisostomo[32]
- I regi equivoci, dramma per musica; Libretto: Matteo Noris; 12. Januar 1697, Venedig, Teatro Sant’Angelo[33]
- La clemenza d’Augusto, dramma per musica (nur zweiter Akt; erster Akt von Severo De Luca, dritter Akt von Giovanni Bononcini); Libretto: Carlo Sigismondo Capece; 4. Februar 1697, Rom, Teatro Tordinona[34]
- L’Oreste in Sparta, dramma per musica; Libretto: Pompeo Luchesi; 29. April 1697, Reggio, [Teatro del Palazzo Comunale]; 1704 in Palermo[35]
- Perseo (mit Musik von Giuseppe Aldrovandini, Bernardo Sabadini und Marc’Antonio Ziani); Libretto: Pier Jacopo Martello; Sommer 1697, Bologna, Teatro Malvezzi[36]
- Circe abbandonata da Ulisse, dramma per musica; Libretto: Aurelio Aureli; 13. November 1697, Venedig, Teatro SS. Giovanni e Paolo[37]
- La forza d’amore, dramma per musica; Libretto: Lorenzo Burlini; 17. Januar 1698, Venedig, Teatro SS. Giovanni e Paolo[38]
- Marzio Coriolano, dramma per musica; Libretto: Matteo Noris; 18. Januar 1698, Venedig, Teatro San Giovanni Grisostomo[39]
- L’enigma disciolto, favola pastorale in musica; Libretto: Giambattista Neri; 27. April 1698, Reggio nell’Emilia, Teatro del Palazzo Comunale; 1699 in Ronciglione, 1700 in Treviso, 1703 in Vicenza, 1705 als Gli amici rivali in Venedig, 1708 in Brescia, 1709 in Rovereto und Udine, 1710 in Bologna, Rovigo und Verona, 1711 in Lugo, 1714 in Pesaro und Venedig, 1716 in Modena, 1718 in Parma, 1723 in Reggio Emilia[40]
- L’Ulisse sconosciuto in Itaca, dramma per musica; Libretto: Matteo Noris; 2. Mai 1698, Reggio, Teatro della comunità; um 1700 in Leipzig[41]
- Faramondo, dramma per musica; Libretto: Apostolo Zeno nach Gautier de Costes de La Calprenède; 27. Dezember 1698, Venedig, Teatro San Giovanni Grisostomo; 1699 in Pratolino (Florenz), 1704 in Verona, 1705 in Mailand, 1710 in Bologna, 1712 in Genua[42]
- Il ripudio d’Ottavia, dramma per musica; Libretto: Matteo Noris; 13. Februar 1699, Venedig, Teatro San Giovanni Grisostomo; 1702 in Palermo[43]
- L’oracolo in sogno, dramma per musica (nur dritter Akt; erster Akt von Antonio Caldara, zweiter Akt von Antonio Quintavalle); Libretto: Francesco Silvani; 6. Juni 1699, Mantua, Teatro; 1700 in Venedig[44]
- Lucio Vero, dramma per musica; Libretto: Apostolo Zeno; 26. Dezember 1699, Venedig, Teatro San Giovanni Grisostomo; um 1700 in Braunschweig, 1706 in Verona, 1707 in Neapel, 1712 in Mailand, 1716 in Modena[45]
- L’inganno di Chirone, melodrama; Libretto: Pietro d’Averara; 1700, Mailand, Regio Teatro[46]
- Il colore fa la regina, dramma per musica; Libretto: Matteo Noris; 30. Januar 1700, Venedig, Teatro San Giovanni Grisostomo[47]
- Il giudizio di Paride, intermezzo per musica; 31. Januar 1700, Venedig, Accademia de’ signori Animosi, palazzo Gio. Carlo Grimani in Campo San[48]
- Il delirio comune per l’incostanza dei genii, dramma per musica; Libretto: Matteo Noris; 11. Dezember 1700, Venedig, Teatro San Giovanni Grisostomo[49]
- Catone uticense, dramma per musica; Libretto: Matteo Noris; 13. Januar 1701, Venedig, Teatro San Giovanni Grisostomo; um 1705 und 1725 in Braunschweig[50]
- Le pazzie degl’amanti, dramma da rappresentarsi in musica; Libretto: Francesco Passarini; Februar 1701, ? Wien, Hof; 1711 in Rovigo, 1713 in Vicenza, 1719 in Venedig[51]
- Ascanio, dramma per musica; Libretto: Pietro d’Averara; 1702, Mailand, Regio Teatro[52]
- L’odio e l’amore, dramma per musica; Libretto: Matteo Noris; 27. Dezember 1702, Venedig, Teatro San Giovanni Grisostomo; 1705 in Palermo, 1708 in Livorno, 1717 in Bologna[53]
- Venceslao, dramma da rappresentarsi in musica; Libretto: Apostolo Zeno; 7. Februar 1703, Venedig, Teatro San Giovanni Grisostomo; im selben Jahr auch in Florenz, 1705 in Mailand, 1708 in Palermo und Verona, 1717 in Genua[54]
- Il giorno di notte, dramma per musica; Libretto: Matteo Noris; 26. Dezember 1703, Venedig, Teatro San Giovanni Grisostomo[55]
- L’eroico amore, tragicommedia; Libretto: Marc’Antonio Gasparini; 1704, Bergamo[56]
- La fortuna per dote, tragicommedia in musica; Libretto: Girolamo Frigimelica; 29. November 1704, Venedig, Teatro San Giovanni Grisostomo[57]
- Il Dafni, tragedia satirica in musica; Libretto: Girolamo Frigimelica; 30. Januar 1705, Venedig, Teatro San Giovanni Grisostomo[58]
- La fede ne’ tradimenti, dramma per musica; Libretto: Girolamo Gigli und Giuseppe Beretta; um den 11. November 1705, Venedig, Teatro San Fantino; 1714 in Parma[59]
- Flavio Bertarido, re de’ Longobardi, dramma per musica; Libretto: Stefano Ghisi; 1. Dezember 1705, Venedig, Teatro San Giovanni Grisostomo[60]
- Filippo, re della Grecia, dramma per musica; Libretto: Pietro Giorgio Barziza nach Titus Livius; um den 16. Januar 1706, Venedig, Teatro San Giovanni Grisostomo[61]
- La vendetta d’amore, pastorale per musica; 1707, Rovigo, Teatro Manfredini[62]
- La fede riconosciuta, dramma pastorale; Libretto: Benedetto Pasqualigo; Mai 1707, Vicenza, Teatro nuovo di Piazza; 1712 als Dorinda in London, 1716 in Recanati, 1720 in Saltzthal[63]
- Igene, regina di Sparta, dramma per musica; Libretto: Aurelio Aureli; Messe di maggio 1708, Vicenza, Teatro nuovo di Piazza[64]
- L’Ergisto, dramma pastorale per musica; Libretto: Francesco Passarini; Herbst 1708, Rovigo, Teatro Campagnella[65]
- Alciade, ovvero L’eroico amore, opera tragicomica (mit Musik von Francesco Gasparini und Francesco Ballarotti); Libretto: Marc’Antonio Gasparini (vgl. L’eroico amore, Bergamo 1704); 1709, Bergamo; 1711 in Dolo, 1712 in Mantua, 1713 als La violenza d’amore in Vicenza, 1715 als L’amante impazzito in Venedig[66]
- Il falso Tiberino, dramma per musica; Libretto: Pietro Pariati nach Philippe Quinault; 12. Januar 1709, Venedig, Teatro San Cassiano[67]
- La ninfa riconosciuta, melodramma pastorale; Libretto: Francesco Silvani; Messe 1709, Vicenza, Teatro delle Garzerie[68]
- Il Costantino Pio, dramma posto in musica; Libretto: Pietro Ottoboni; 20. Januar 1710, Rom, Palazzo della Cancelleria[69]
- Amor per gelosia, favola pastorale in musica; Februar 1710, Rom, [Cancelleria][70]
- La costanza in trionfo, dramma per musica; Karneval 1711, Brescia, Teatro dell’Accademia degli Erranti[71]
- Engelberta, o sia La forza dell’innocenza, dramma per musica; Libretto: Apostolo Zeno; Karneval 1711, Brescia, Teatro dell’Accademia [degli Erranti][72]
- L’Eraclio, dramma per musica (nur dritter Akt; zweiter Akt von Francesco Gasparini, Komponist des ersten Akts unbekannt); Libretto: Pietro Antonio Bernardoni; Karneval 1712, Rom, Palazzo della Cancelleria[73]
- Publio Cornelio Scipione, dramma per musica; Libretto: Agostino Piovene nach Titus Livius und Plutarch; 9. Januar 1712, Venedig, Teatro San Giovanni Grisostomo; 1713 in Rom, 1729 in Prag[74]
- Peribea in Salamina, dramma per musica; Libretto: nach Plutarch; Mai 1712, Vicenza, Teatro delle Grazie[75]
- L’infedeltà punita, dramma per musica (zusammen mit Antonio Lotti); Libretto: Francesco Silvani; 15. November 1712, Venedig, Teatro San Giovanni Grisostomo[76]
- Spurio Postumio, dramma per musica; Libretto: Agostino Piovene; 26. Dezember 1712, Venedig, Teatro San Giovanni Grisostomo; 1718 in Genua[77]
- Giulio Cesare nell’Egitto; Libretto: Antonio Ottoboni nach Bussani; 1713, Rom[78]
- Semiramide, dramma per musica; Libretto: Francesco Silvani; 6. Januar 1714, Venedig, Teatro San Giovanni Grisostomo; 1715 als Il Nino in Palermo[79]
- Il trionfo della costanza, dramma per musica; Libretto: Rianldo Cialli; Mai 1714, Vicenza, Teatro delle Grazie[80]
- Marsia deluso, favola pastorale; Libretto: Agostino Piovene; um den 26. Dezember 1714, Venedig, Teatro SS. Giovanni e Paolo[81]
- Tetide in Sciro, dramma per musica; Libretto: Carlo Sigismondo Capece; Mai 1715, Vicenza, Teatro delle Grazie[82]
- Il Germanico, dramma per musica; Libretto: Pietro Giorgio Barziza; um den 25. Januar 1716, Venedig, Teatro San Giovanni Grisostomo[83]
- Ariodante, dramma per musica (möglicherweise Bearbeitung von Giacomo Antonio Pertis Ginevra, principessa di Scozia); Libretto: Antonio Salvi; 14. November 1716, Venedig, Teatro San Giovanni Grisostomo; 1717 in Rom, 1718 in Venedig, 1721 in Pesaro, 1723 in Florenz, 1724 in Crema[84]
- L’innocenza riconosciuta, dramma per musica; Libretto: Tomaso Malipiero; 27. Oktober 1717, Venedig, Teatro Sant’Angelo[85]
- L’amore in gara col fasto, dramma per musica; Libretto: Francesco Silvani; 1718, Rovigo, Teatro Manfredini[86]
- Farnace, dramma per musica; Libretto: Domenico Lalli; um den 11. Januar 1718, Venedig, Teatro San Cassiano[87]
- Astinome, dramma per musica; Libretto: Alan Jay Lerner; Karneval 1719, Rom, Teatro Capranica[88]
- Il pescatore disingannato, epitalamio musicale; 3. September 1721, Venedig, Canal Grande[89]
- L’Arminio, dramma per musica; Libretto: Antonio Salvi; 20. November 1722, Venedig, Teatro Sant’Angelo[90]
- eine Arie im Pasticcio Flavio Anicio Olibrio
- Cinna (zweiter Akt)
- Pastorale à tre voci
- Il litigio amoroso, serenata à tre voci con istromenti
- eine Oper unbekannten Titels in der Staatsbibliothek zu Berlin

Zweifelhaft
- Venere travestita; Libretto: A. Scappi; 1691, Rovigo und Murano
- Alfonso, il sesto re di Castiglia; 1694, Neapel (Besetzung wie bei Alfonso primo aus demselben Jahr)
- Il re infante; Libretto: Matteo Noris; 1694, Bologna (möglicherweise von Pollarolo mit Ergänzungen von Giacomo Antonio Perti)
- Gl’amori di Paride ed Ennone in Ida; 1697 (?)
- Da la Virtude ha la Bellezza onore, serenata; Libretto: Pietro Pariati; 10. September 1704, Venedig, Canal Grande di Rialto[91]
- La pace fra Pompeiano e Cesarini; Libretto: Aurelio Aureli; 1708, Venedig
- Berenice e Lucilla, o L’amar per virtù (vielleicht von Pollarolo oder D. Freschi; Besetzung wie bei Lucio Vero, 1700; deutsche Rezitative)
- La Proserpine (Pollarolo mit Bleistiftnotiz zugeschrieben)

## Oratorien
- La Rosinda; Libretto: G. Faustini (?); 1685, Wien
- Jefte, tragedia sacra per musica; Libretto: Girolamo Frigimelica; 1702, Venedig[92]
- Jesabelle
- Sansone; 1706
- Saule indemoniato

Nicht erhalten
- La fenice; 1680, Brescia
- Il combattimento degli angioli; Libretto: Girolamo Frigimelica; 1697, Venedig, Fava
- La clemenza di Salomone, tragedia per musica; Libretto: Girolamo Frigimelica; 25. November 1695, Rom, Cancelleria; 1702 in Venedig[93]
- Santa Orsola; 1702, Venedig, Incurabili
- Le gare dell’India e di Roma; 1703, Brescia
- Tertius crucis triumphus; 1703, Venedig, Incurabili
- Conversio glorioso in vita Divinae Ursulae; 1704, Venedig, Incurabili
- La vittoria dell’amor divino; 1704, Venedig, Incurabili
- Samson vindicatus; 1706, Venedig
- Joseph in Aegypto; 1707, Venedig, Incurabili
- Il convito di Baldassar; Libretto: P. A. Ginori; 1708, Rom, Palazzo della Cancelleria
- Rex regum in veneti regia a regibus adoratus; Libretto: G. Cassetti; 1716, Venedig, Incurabili
- Davidis de Goliath triumphus; 1718, Venedig

## Sonstige Werke
- 19 Solokantaten mit Basso continuo oder Orchester
- 67 Arien und 5 Duette mit Basso continuo oder Orchester
- Fuge d-Moll für Orgel
- 7 Motetten oder geistliche Kantaten
- Quae radia, Weihnachtsmotette für Sopran, Streicher und Basso continuo
- Kyrie und Gloria für sechs Stimmen und Orchester
- Magnificat für acht Stimmen und Orchester
- Fede, Valore, Gloria e Fama, Kantate; 27. August 1716, Venedig, Giardino di Palazzo Colloredo[94]
- Arien, venezianische Lieder, Motetten, Capriccio und Fuge (während des Zweiten Weltkriegs vernichtet)

Zweifelhaft
- Messe für fünf Stimmen (in einer jüngeren Kopie mit „Provenienza: Acquista Canal, 1928“ bezeichnet)
- Triumphus fidei (möglicherweise von Antonio Lotti); 1712, Venedig; verloren
- Il miracolo di Sant’Antonio di Padova (zugeschrieben „Sig. Pol.“); Oratorium
- sechs Arien in der Biblioteca Casanatense in Rom (zugeschrieben „Sigr Pollaroli“)
- drei Arien in der Harry S. Truman Library in Independence, Missouri (zugeschrieben „Sigr Pollaroli“)
- drei Arien in der Sammlung Engelhart (Second Line)
- sieben Arien in der Biblioteca Civica Angelo Mai in Bergamo